# Bactrocera ampla
Bactrocera ampla
 es una especie de díptero que Drew describió por primera vez en 1971. Bactrocera ampla pertenece al género Bactrocera de la familia Tephritidae.